# Монтенеро-Сабино
Монтенеро-Сабино (итал. Montenero Sabino) — коммуна в Италии, располагается в регионе Лацио, в провинции Риети.
Население составляет 316 человек (2008 г.), плотность населения составляет 14 чел./км². Занимает площадь 23 км². Почтовый индекс — 2040. Телефонный код — 0765.
Покровителем коммуны почитается святой Катальд, празднование 15 августа.

## Демография
Динамика населения:

## Администрация коммуны
- Официальный сайт: http://www.comune.montenerosabino.ri.it/